# Ella Raines
Ella Raines, geboren als Ella Wallace Raubes (Fall City, 6 augustus 1920 - Sherman Oaks, 30 mei 1988) was een Amerikaanse actrice die in een twintigtal films verscheen tussen 1943 en 1956.

## Levensloop en carrière
Raines maakte haar debuut in 1943 in de oorlogsfilm Corvette K-225 naast Randolph Scott. In datzelfde jaar had ze een rol in de oorlogsfilm Cry 'Havoc'. In de jaren '40 vertolkte ze ook nog hoofdrollen in Phantom Lady (1944), The Suspect (1944), The Strange Affair of Uncle Harry (1945) en Time Out of Mind (1947), vier films noirs van Robert Siodmak. Ze was ook te zien in andere films noirs zoals Jules Dassins Brute Force (1947) (1947) en Impact (1949). Vermeldenswaardig waren voorts Hail the Conquering Hero (1944), een van de talrijke satires van specialist Preston Sturges, en de John Sturges-western The Walking Hills (1949), opnieuw aan de zijde van Randolph Scott.
Nadat ze in 1954-1955 nog voor de televisie gewerkt had stopte ze in 1957 met acteren. Ze keerde nog eenmaal terug voor een gastrol in de misdaadtelevisieserie Matt Houston in 1984.
Raines overleed in 1988 op 67-jarige leeftijd aan slokdarmkanker. Ze was tweemaal gehuwd en had twee kinderen.